# Defekt färgseende

Ett exempel på en pseudoisokromatisk tavla. En person med röd-grön färgblindhet kan ha svårigheter med att se den gröna tvåan på bilden.

Defekt färgseende, även färgsinnesdefekt, färgblindhet (se nedan) eller daltonism (något oegentligt, i själva verket avses enbart deuteranopi), är hos människor oförmågan eller den nedsatta förmågan att särskilja vissa kritiska eller alla färger.
Termen "färgblindhet" är något vilseledande eftersom det är sällsynt med total färgblindhet där färger endast upplevs i gråskala, istället används den generella termen defekt färgseende (eller färgsinnesdefekt). Personer med normalt färgseende förleds att tro att färgblinda inte ser färger alls eller ser samtliga färger mycket dåligt när det i själva verket sällan förhåller sig på det viset. Det kan därför vara frustrerande för en person med defekt färgseende att bli behandlad som färgblind när denne i själva verket ser flertalet färger utan problem.
Defekt färgseende är i de allra flesta fall ärftligt, och vanligast hos män. Det uppskattas att defekt färgsinne förekommer hos minst 8 % av den manliga befolkningen, men endast 1 % av den kvinnliga.
Efter att själv ha insett att han var färgblind, publicerade kemisten John Dalton år 1794 den första vetenskapliga avhandlingen om ämnet, Extraordinary facts relating to the vision of colours.
Den vanligaste formen av färgblindhet är någon form av röd-grönblindhet (protanopi och deuteranopi). Detta innebär att den färgblinde endast med svårighet, eller inte alls, kan se skillnaden mellan rött och grönt. Detta förekommer hos 7–8 % av alla män och 1 % av alla kvinnor och ärvs könsbundet recessivt.
Nedärvd tritanopi/tritanomali (förväxlar blått och gult) förekommer mycket sällan – uppskattningsvis mellan 1/13 000 och 1/65 000.
Ännu mer sällsynt är total färgblindhet, akromatopsi, som innebär att endast skillnader i ljusstyrka kan uppfattas. Ibland används termen monokromasi eller monokromatism synonymt för akromatopsi.
Monokromatismen kan delas in i två undergrupper: Stav- respektive tappmonokromatism. I stavmonokromatismen så saknar man helt tappar i ögat. Detta leder oftast även till nystagmus (ögondarr) och dåligt visus (man ser dåligt på syntavlor). I tappmonokromatism så har man stavar samt bara en sorts tappar. De som har denna typ har oftast bra visus (man ser bra på syntavlor), men kan inte uppfatta färger.

## Olika typer av defekt färgseende
Generellt brukas färgsinnesdefekter delas in i följande grupper:
- Akromatopsi – inga kulörta färger upplevs, endast gråskala.
- Dikromasi[6] – funktionen hos en av de tre tapparna är helt utebliven. Dikromasi delas in i
  - Protanopi – tapparna som är känsliga för lågfrekvent ljus (ung. rött) är helt ur funktion. Förväxlar röda, gröna och gula nyanser.
  - Deuteranopi – tapparna som är känsliga för mellanfrekvent ljus (ung. grönt) är helt ur funktion. Förväxlar gröna och röda nyanser.
  - Tritanopi – tapparna som är känsliga för högfrekvent ljus (ung. blå-violett) är helt ur funktion. Förväxlar blåa och gula nyanser.
- Anomal trikromasi[7] – samlingsnamn för de fall där färgsinnesdefekten i varierande grad går från nästan normalt trikromatisk färgseende till nästan fullständig dikromasi eftersom tapparnas känslighet över spektrumet är förskjuten. Anomal trikromasi indelas i
  - Protanomali – känsligheten för rött ljus är nedsatt.
  - Deuteranomali – känsligheten för grönt ljus är nedsatt.
  - Tritanomali – känsligheten för blå-violett ljus är nedsatt.

### Alternativa termer
I litteraturen är det vanligt förekommande med flera alternativa termer inom området defekt färgseende. Termerna ovan tycks dock vara de mest förekommande, undantaget är akromatopsi där även termen monokromasi ibland används som synonym (se vidare nedan). Akromatopsi förekommer, till skillnad från monokromasi, som klassifikation i Socialstyrelsens Internationell statistisk klassifikation av sjukdomar och relaterade hälsoproblem – Systematisk förteckning (ICD-10-SE).
Prefixen mono-, di- och tri- i monokromasi, dikromasi och trikromasi kan härledas till hur många additiva primärfärger (vid trikromatiskt seende, tre stycken: rött, grönt och blått) som krävs för att göra en matchning av de färger som en individ kan särskilja:
- Vid monokromasi krävs endast en primärfärg – resultatet kan vara att endast ljusheten kan matchas (stav-monokromasi) och/eller en primär färgton vid tapp-monokromasi (till exempel vid blå-monokromasi där endast personens blåkänsliga receptorer samt stavar fungerar[9]). Termen monokromasi omfattar således, enligt detta resonemang, även akromatopsi (jämför Vos (1975)[10]).
- Vid dikromasi krävs endast två primärfärger för att ge en matchning.[11]
- Vid trikromasi krävs tre primärfärger för att ge en matchning. Vid anomal trikromasi krävs att intensiteten på primärfärgerna som ingår i matchningen är något annorlunda jämfört med en person med fullgott, normalt färgseende. Termen trikromasi omfattar således, enligt detta resonemang, både normalt färgseende och termen anomal trikromasi.

#### Monokromasi och akromatopsi
Termen monokromasi används ibland, liksom akromatopsi, för de fall där endast gråskala ses. Tengroth (1993) använder akromatopsi och monokromasi som synonymer, men använder dessa i en något vidare bemärkelse ("Akromatopsi eller monokromasi innebär mer eller mindre total färgblindhet").
Enligt Vos (1975) är akromater (personer med akromatopsi) ett samlingsbegrepp för stav- och tappmonokromater. Bland annat Nationalencyklopedin menar att akromatopsi är total avsaknad av färgseende, medan monokromasi definieras som den typ av defekt färgseende där endast en färg ses – detta kan dock sättas i kontrast mot CIE:s definition av varsebliven färg och färgstimulus, där både kromatiska (kulörta) och akromatiska stimuli (vitt, svart och grått) ingår.
En del källor använder termen "total färgblindhet" som alternativ icke-medicinsk term för akromatopsi eller monokromasi.
Termen komplett akromatopsi används av Eksandh (2001) som synonym för total färgblindhet i avhandlingens populärvetenskapliga sammanfattning.

#### Trikromatism, dikromatism och monokromatism
Öst (1972 – citerad i Lundgren (1973)) använder termen trikromatism som samlingsbegrepp för protanomali, deuteranomali och tritanomali, termen dikromatism för protanopi, deuteranopi och tritanopi och termen monokromatism för "färgmatchning reducerad till klarhetsmatchning", förmodligen efter engelskans "trichromatism", "dichromatism" och "monochromatism".

#### Alternativa termer för protanopi, deuteranopi och tritanopi
Ofta används termerna "rödblindhet", "grönblindhet" och "blåblindhet" (eller "violettblindhet") som ersättning för protanopi, deuteranopi respektive tritanopi men kan vålla viss oklarhet (till exempel är termen "gröndblindhet" något missvisande eftersom den gröna färgen upplevs lika ljus av en deuteranop person som för en person med normalt färgseende) och vara vilseledande.
I viss litteratur som endast övergripande syftar till att behandla ämnet defekt färgseende utesluts ibland tritanopi och tritanomali eftersom de är så sällsynta.
Vid protanopi och deuteranopi delas i hög grad samma svårighet att särskilja röda och gröna nyanser, varpå dessa ibland grupperas under begreppet "röd–grönblindhet".
Termerna "gul–blå blindhet" och "gul–blå färgblindhet" tycks av Törnquist (1984) respektive Nationalencyklopedin användas som synonymer för tritanopi.

#### "Partiell färgblindhet"
Ibland används termen "partiell färgblindhet" som svenskt samlingsbegrepp för protanopi, deuteranopi och tritanopi (eventuellt för att framhäva skillnaden mot "total färgblindhet" vilket används som alternativ för akromatopsi eller monokromasi).

#### Alternativ termer för anomal trikromasi och protanomali, deuteranomali och tritanomali
Termen "färgsvaghet" används ibland som svensk synonym för anomal trikromasi. Se även bruket av "svagt färgsinne" i Medicinsk terminologi (2008) under rubriken "Dyskromatopsi, dyskromasi och dikromatopsi".
Tengroth (1993) använder termen röd-grön-svaghet som samlingsnamn för protanomali och deuteranomali, och termen gul-blå-svaghet som samlingsnamn för tritanomali.

#### Dyskromatopsi, dyskromasi och dikromatopsi
Ibland används termen dyskromatopsi som synonym för det vida begreppet defekt färgseende och ibland som samlingsbegrepp för dikromasi och anomal trikromasi (men inte akromatopsi), ibland som synonym endast för dikromasi.
I Medicinsk terminologi (2008) är dyskromatopsi och dyskromasi synonymer för "svagt färgsinne" vilket definieras som de fall där en personen "urskiljer endast skarpa färger men ej svaga färgnyanser", vilket tycks vara det samma som anomal trikromasi (som dock inte förekommer som eget uppslagsord).
Dikromatopsi används av Stenström (1973) som samlingsbegrepp för protanopi, deuteranopi och tritanopi (Stenström använder dock de latinska termerna protanopia, deuteranopia och tritanopia).

## Orsaker till defekt färgseende
För att förstå orsakerna till färgblindhet, bör man känna till att det i ögat finns två typer av synceller, stavar och tappar. Stavarna kan endast urskilja skillnader i ljusstyrka, och används främst vid mörkerseende. Tapparna används vid dagseende, och är känsliga för specifika delar av färgspektrumet. I ett normalt öga finns det tre typer av tappar; violettkänsliga, grönkänsliga och rödkänsliga.
Färgblindhet beror i nästan alla fall på att minst en typ av tappar saknas i någon form, eller är defekta. Vissa färgblinda har alltså bara två typer av tappar, de är dikromater, och de som har tre typer av tappar (personer med normalt färgseende) är trikromater.
På genetisk nivå orsakas ärvd röd-grön färgblindhet av en recessiv gen i X-kromosomen. Eftersom män endast har en X-kromosom medan kvinnor har två, är kvinnor långt mer sällan färgblinda. På grund av att genen är recessiv, krävs att genen finns i både X-kromosomen från fadern och X-kromosomen från modern för att en kvinna ska ärva färgblindhet.
Blå-gul färgblindhet är ovanligare än den röd-gröna varianten. Även i detta fall orsakas den av en recessiv gen, men inte på X-kromosomen, utan kromosom 7. Det krävs därför att anlaget ärvs från båda föräldrarna. Den här varianten av färgblindhet är inte vanligare bland män än kvinnor.
Färgblindhet som uppkommit på grund av skada brukar skilja sig från den (långt vanligare) ärvda varianten. Det är exempelvis möjligt att man blir färgblind i endast delar av synfältet, medan man har kvar sitt normala färgseende annars. Vissa former av färgblindhet som uppkommit på grund av skada går det att återhämta sig från.

## Defekt färgseende i vardagslivet
Det finns idag inget botemedel mot färgblindhet (se dock nedan under Nya forskningsrön). Färgblindhet är emellertid i de flesta fall inget som påverkar de flesta färgblindas vardagsliv särskilt mycket. I vissa fall kan det till och med vara så att en färgblind person aldrig inser att denne lider av åkomman. Det skall dock sägas att det tilltagande bruket med olika färger i grafiska tablåer ställer till problem. Ofta är färgerna så närliggande att även människor med normalt färgseende kan uppleva svårigheter att tolka framställningen.
Det finns yrken där det fordras att utövaren icke är färgblind, det handlar om där man med säkerhet måste kunna skilja mellan olika färger, exempelvis lokförare, målare, elektriker och pilot.
Tidigare var färgblindhet ett hinder även för vanligt körkort för bil,[källa behövs] men det kravet har man nu tagit bort, med motiveringen att den färgblinde kan avgöra trafiksignalernas besked genom att hålla reda på om det är den översta, mellersta eller nedersta signalen som lyser.
Ett omvänt fall sägs ha förekommit inom det amerikanska flygvapnet. Färgblinda anses ha särskilda förutsättningar för kunna skilja mellan små nyansskillnader, vilket skulle göra färgblinda särskilt lämpade som flygspanare för att genomskåda fiendens maskeringsanordningar.[källa behövs].
Ett experiment utfört av bland annat forskare vid Cambridgeuniversitetet visade att de som har den vanligaste formen av röd-grön färgblindhet, faktiskt kan skilja på vissa nyanser av khaki bättre än personer med normalt färgseende.
En person som är totalt färgblind har aningen bättre mörkerseende än en normalseende person, men bara innan den normalseende hunnit vänja sig vid mörkret.

## Nya forskningsrön
Forskare i USA har de senaste åren gjort betydande framsteg när det gäller att bota färgblindhet genom genterapi. Vid experiment på färgblinda apor har dessa på kort tid kunnat utveckla ett i det närmaste normalt färgseende.

## Färgsinnesundersökningar
Ett flertal verktyg och metoder (färgsinnesundersökningar) finns för att identifiera och diagnostisera defekt färgseende. Dessa kan i huvudsak delas in i fyra grupper:
- Pseudoisokromatiska tavlor
- Sorteringstester
- Anomaloskop
- Lanternprov[36]

Vissa tester används för att ställa exaktare kliniska diagnoser (exempelvis anomaloskop, även om dess användning tycks vara begränsad), andra för snabbare, mer övergripande screening (exempelvis en del pseudoisokromatiska tavlor).
Det är av stor vikt att instruktionerna för varje test följs (till exempel rätt ljusförhållanden med tillräcklig intensitet och färgåtergivningsindex, betraktningsavstånd, svarstid etc.) för att kunna göra en tillförlitlig bedömning.

### Pseudoisokromatiska tavlor
För att identifiera defekt färgseende kan pseudoisokromatiska tavlor användas. Dessa består av flertalet tryckta kort (tavlor) som utgör en samling färgade prickar i en slags mosaik. En person med normalt färgseende kan med hjälp av färgskillnaden på prickarna uttyda en symbol, oftast en siffra eller en geometrisk figur (exempelvis en cirkel eller kvadrat), men för en person med defekt färgseende kommer prickarna däremot upplevas ha en gemensam färg, vilket gör att symbolen inte kan uttydas. Se bilden ovan.
I testerna används en kombination av de kritiska färger som en person med defekt färgseende har svårt att särskilja. För personer med protanopi eller deuteranopi upplevs till exempel färgerna mellan grönt och rött i spektrumet lika (så när som på ljusheten).
Ibland kombineras testerna i s.k. testbatterier för att kunna upptäcka flera defekter (till exempel genom att addera HRR-testet till Ishiharas pseudoisokromatiska tavlor för att även inkludera testning av tritanopi). Alla test lämpar sig inte för att kunna bestämma graden av defekten.
Ett flertal tester med pseudoisokromatiska tavlor används för att identifiera olika typer (och ibland graden) av färgsinnesdefekter, till exempel:
- Ishihara – finns i utgåvor med 14, 24 och 38 tavlor.
- HRR (American Optical Hardy–Rand–Rittler)
- American Optical Color Vision test
- The City University tritan test
- Dvorine
- Tabulæ pseudo-isochromaticæ Boström–Kugelberg (B.K.) – utformad av svenskarna Carl-Gustaf Boström och Ingemar Kugelberg. Testet är en av de tre godkända färgsinnestesterna i Transportstyrelsens föreskrifter om läkarintyg för sjöfolk (TSFS 2009:3).
- Tabulæ pseudoisochromaticæ Boström II
- Stilling[18][41]
- Göthlin[41]

### Sorteringstester
Ett annat verktyg vid identifiering av defekt färgseende är sorteringstest, där försökspersonen ska ordna ett antal färgade brickor/knappar efter nyans. Typen av färgdefekt kan sedan bestämmas utifrån vilka färgbrickor som blivit felordnade.
Exempel på sorteringstester är:
- Farnsworth Dichotomous Test for Color Blindness (D15)
- Farnsworth H-16 Test
- Farnsworth–Munsell 100 Hue Test (FM 100)
- Sahlgren's Saturation Test (SST)
- The Lanthony New Color Test

### Anomaloskop
Anomaloskopet är ett optiskt instrument i vilket försökspersonen ska justera blandningen av två färgade ljus så att resultatet efterliknar färgen hos ett tredje. Personer med defekt färgseende behöver en annan mängd ljus för att skapa en matchning, jämfört med en person med normalt färgseende. I Nagels anomaloskop ska till exempel rött och grönt matchas mot ett gult ljus (en "Rayleigh-matchning"), men det finns även anomaloskop där försökspersonen ska matcha blått och grönt ljus mot en blandning av cyan och gult (en "Moreland-matchning").
Undersökningsmetoden benämns anomaloskopi.
Exempel på anomaloskop är:
- Nagels anomaloskop
- Neitz' anomaloskop
- Pickford–Nicholsons anomaloskop

### Lanternprov
En del yrken, till exempel pilot, sjökapten och lokförare, kräver av säkerhetsskäl en förmåga att skilja på färgerna hos olika signalsystem, till exempel på varningslampor eller navigationsindikatorer. För att testa färguppfattningen inför rekrytering till dessa yrkesgrupper används ibland särskilda lanternprov där den sökande ska ange den uppfattade färgen i olika omgångar. Testen har fördelen att de efterliknar den verkliga, praktiska yrkessituationen och dess krav på färgdiskrimineringsförmåga, vilket de andra färgsinnesundersökningarna inte behöver göra i samma utsträckning.
Exempel på lanternprov är:
- Holmes–Wright
- Beynes
- Spectrolux
- Giles–Archer lantern
- Farnsworth lantern (Falant)

## Anpassning av information med färgsinnesdefekter i åtanke
I bilder och grafik där information färgkodas (så som exempelvis i kartor och diagram) kan det vara av stor vikt att välja färgkombinationer som inte kommer att förväxlas av personer med defekt färgseende. För att simulera hur en sådan bild eller grafik uppfattas av personer med defekt färgseende finns en rad programvaror att tillgå, så som Color Oracle eller Adobe Photoshop. Dock bör designen också utvärderas av en person med defekt färgseende eftersom simuleringarna kan vara missvisande i vissa avseenden.
Den japanska organisationen Color Universal Design Organization (CUDO), som arbetar för att färgkodad information ska förmedlas på ett så riktigt sätt som möjligt till så många personer som möjligt, har utvecklat riktlinjer som kan underlätta i designarbetet, bland annat:
- Använd en färgskala (färgschema) som lätt kan särskiljas av personer med alla typer av färgseende, och ha i åtanke de aktuella belysningsförhållandena och miljön där färgskalan ska användas.
- Använd inte endast olika färger utan också olika former, placeringar, linjetyper och mönster för att förvissa dig om att informationen förmedlas till alla användare, även de som inte kan särskilja skillnader i färg.

Viénot et. al. presenterar en metod som gör det möjligt att simulera hur en färgbild uppfattas med ett dikromatiskt färgseende.  PROSAPIO har en artikel som beskriver hur metoden kan realiseras i Matlab.